# آنتی سیلتالا
آنتّی سیلتالا (به انگلیسی: Antti Siltala) (زاده ۱۴ مارس ۱۹۸۴) بازیکن والیبال اهل فنلاند، عضو تیم ملی والیبال فنلاند و باشگاه گلوبو است.
آنتی برای اولین بار در سال ۲۰۰۵ به تیم ملی والیبال فنلاند دعوت شد. او در مسابقات قهرمانی ۲۰۰۷ اروپا بازی کرد و فنلاند جایگاه چهارم را به دست آورد.